# Bellavista de La Florida (métro de Santiago)
Bellavista de La Florida est une station de la Ligne 5 du métro de Santiago, dans la commune de La Florida.

## La station
La station est ouverte depuis 1997.

## Origine étymologique
Le nom de cette station remonte à l'ancienne gare "Bellavista" Railroad Llano del Maipo qui existait dans ce lieu. Outre le nom de la commune, il a été ajouté pour éviter toute confusion avec le Barrio Bellavista, situé dans les communes de Providencia et Recoleta. À l'origine la station devait être appelée La Florida, cependant, un groupe de personnes du Schoenstatt Sanctuaire de Bellavista, dirigé par son recteur, le Père Raul Arcila Leiva, a proposé le nom Bellavista de la Floride, non seulement pour la station Llano Maipo, mais aussi par le sanctuaire créé le 20 mai 1949.